# Brach
Brach es una comuna francesa, situada en el departamento de la Gironda, en la región de Aquitania en el sudoeste de Francia.

## Demografía
| 155 | 187 | 162 | 161 | 188 | 235 |
| Para los censos de 1962 a 1999 la población legal corresponde a la población sin duplicidades (Fuente: INSEE [Consultar]) |     |     |     |     |     |